# Transportes Aéreos Salvador
TAS – Transportes Aéreos Salvador Ltda. foi uma companhia aérea brasileira fundada em 1949. Em 1962 foi adquirida pela Sadia S.A. Transportes Aéreos, posteriormente denominada Transbrasil.

## História
A TAS foi fundada em 1949 como uma empresa de táxi aéreo e seus voos deram início em 1950. Em 1952 foi autorizada a operar voos regulares.
Em 1955 a Panair do Brasil tentou efetuar a compra da companhia aérea com o intuito de aumentar sua presença na Bahia, porém a compra não se concretizou. Em Setembro de 1955 a Transportes Aéreos Nacional se torna a controladora da companhia aérea.
Em 1962 a TAS foi vendida para a Sadia Transportes Aéreos ampliando sua frota e sua malha aérea para a Região Nordeste.

## Frota
| Aviões                    | Quantidade | Período de operação | Observações |
| ------------------------- | ---------- | ------------------- | ----------- |
| Beechcraft Bonanza A.35   | 5          | 1950–1962           |             |
| de Havilland DH 114 Heron | 1          | 1952–1955           |             |
| Beechcraft Model 18 AT-11 | 1          | 1955                |             |
| Douglas DC-3/C-47         | 3          | 1955–1962           |             |
| Curtiss C-46A             | 6          | 1955–1962           |             |